# Hector Lombard
Hector Lombard, né le 2 février 1978 à Mantazas, est un pratiquant professionnel d'arts martiaux mixtes (MMA) cubain naturalisé australien. Il combat actuellement au BKFC dans la division poids moyens. Il est aussi ceinture noire du jiu-jitsu brésilien et ceinture noire au 4e dan de judo.
Il a fait partie de l'équipe cubaine de judo lors des Jeux olympiques d'été de 2000.

## Palmarès en arts martiaux mixtes
| 48 combats           | 34 victoires | 10 défaites |
| Par KO               | 22           | 3           |
| Par soumission       | 4            | 0           |
| Sur décision         | 8            | 6           |
| Par disqualification | 0            | 1           |
| Égalités             | 1            | 1           |
| Sans décision        | 3            | 3           |

| Résultat      | Record      | Adversaire            | Méthode                                           | Événement                                 | Date              | Round | Temps | Lieu                                  | Notes                                                                                                  |
| ------------- | ----------- | --------------------- | ------------------------------------------------- | ----------------------------------------- | ----------------- | ----- | ----- | ------------------------------------- | --- |
| Sans décision | 34-10-1 (3) | Thiago Silva          | Sans décision (coup de genou illégal)             | Eagle FC 47: dos Santos vs. De Castro     | 20 mai 2022       | 2     | 1:44  | Miami, Floride, États-Unis            | |
| Défaite       | 34-10-1 (2) | Thales Leites         | Décision unanime                                  | UFC Fight Night 137 - Santos vs. Anders   | 22 septembre 2018 | 3     | 5:00  | São Paulo, Brésil                     | |
| Défaite       | 34-9-1 (2)  | C.B. Dollaway         | Disqualification (coups de poing après la cloche) | UFC 222 - Cyborg vs. Kunitskaya           | 3 mars 2018       | 1     | 5:00  | Las Vegas, Nevada, États-Unis         | |
| Défaite       | 34-8-1 (2)  | Anthony Smith         | KO (poings)                                       | UFC Fight Night 116 - Rockhold vs. Branch | 16 septembre 2017 | 3     | 2:33  | Pittsburgh, Pennsylvanie, États-Unis  | |
| Défaite       | 34-7-1 (2)  | Johny Hendricks       | Décision unanime                                  | UFC Fight Night: Lewis vs. Browne         | 19 février 2017   | 3     | 5:00  | Halifax, Nouvelle-Écosse, Canada      | |
| Défaite       | 34-6-1 (2)  | Dan Henderson         | KO (coup de coude)                                | UFC 199 : Rockhold vs. Bisping II         | 4 juin 2016       | 2     | 1:27  | Inglewood, Californie, États-Unis     | Retour en poids moyens.                                                                                |
| Défaite       | 34-5-1 (2)  | Neil Magny            | TKO (coups de poing)                              | UFC Fight Night : Hunt vs. Mir            | 20 mars 2016      | 3     | 0:26  | Brisbane, Australie                   | |
| Sans décision | 34-4-1 (2)  | Josh Burkman          | Décision unanime                                  | UFC 182: Jones vs. Cormier                | 3 janvier 2015    | 3     | 5:00  | Las Vegas, Nevada, États-Unis         | Victoire changée en sans décision après que Lombard ait été testé positif aux stéroïdes.               |
| Victoire      | 34-4-1 (1)  | Jake Shields          | Décision unanime                                  | UFC 171: Hendricks vs. Lawler             | 15 mars 2014      | 3     | 5:00  | Dallas, Texas, États-Unis             | |
| Victoire      | 33-4-1 (1)  | Nate Marquardt        | KO (coups de poing)                               | UFC 166: Velasquez vs. dos Santos 3       | 19 octobre 2013   | 1     | 1:48  | Houston, Texas, États-Unis            | Début en poids mi-moyens                                                                               |
| Défaite       | 32-4-1 (1)  | Yushin Okami          | Décision partagée                                 | UFC on Fuel TV: Silva vs. Stann           | 3 mars 2013       | 3     | 5:00  | Saitama, Japon                        | |
| Victoire      | 32-3-1 (1)  | Rousimar Palhares     | KO (coups de poing)                               | UFC on FX: Sotiropoulos vs. Pearson       | 15 décembre 2012  | 1     | 3:38  | Gold Coast, Australie                 | |
| Défaite       | 31-3-1 (1)  | Tim Boetsch           | Décision partagée                                 | UFC 149: Faber vs. Barão                  | 21 juillet 2012   | 3     | 5:00  | Calgary, Alberta, Canada              | |
| Victoire      | 31-2-1 (1)  | Trevor Prangley       | TKO (coups de poing)                              | Bellator 58                               | 19 novembre 2011  | 2     | 1:06  | Hollywood, Floride, États-Unis        | Combat en poids intermédiaire 195 lb (89 kg).                                                          |
| Victoire      | 30-2-1 (1)  | Jesse Taylor          | Soumission (clé de talon)                         | AFC 2: Lombard vs. Taylor                 | 3 septembre 2011  | 2     | 1:26  | Melbourne, Australie                  | Remporte le premier titre poids moyens de l'AFC.                                                       |
| Victoire      | 29-2-1 (1)  | Falaniko Vitale       | KO (coup de poing)                                | Bellator 44                               | 14 mai 2011       | 3     | 0:54  | Atlantic City, New Jersey, États-Unis | Combat sans titre en jeu                                                                               |
| Victoire      | 28-2-1 (1)  | Joe Doerksen          | TKO (arrêt du médecin)                            | CFC 16                                    | 25 mars 2011      | 1     | 4:13  | Sydney, Australie                     | Défend le titre poids moyens du CFC.                                                                   |
| Victoire      | 27-2-1 (1)  | Alexander Shlemenko   | Décision unanime                                  | Bellator 34                               | 28 octobre 2010   | 5     | 5:00  | Hollywood, Floride, États-Unis        | Défend le titre poids moyens du Bellator.                                                              |
| Victoire      | 26-2-1 (1)  | Herbert Goodman       | KO (coups de poing)                               | Bellator 24                               | 12 août 2010      | 1     | 0:38  | Hollywood, Floride, États-Unis        | Combat sans titre en jeu.                                                                              |
| Victoire      | 25-2-1 (1)  | Jay Silva             | KO (coups de poing)                               | Bellator 18                               | 13 mai 2010       | 1     | 0:06  | Monroe, Louisiane, États-Unis         | Combat en poids intermédiaire 190 lb (86 kg)                                                           |
| Victoire      | 24-2-1 (1)  | Art Santore           | TKO (arrêt du médecin)                            | CFC 12                                    | 12 mars 2010      | 1     | 4:23  | Sydney, Australie                     | Défend le titre poids moyens du CFC.                                                                   |
| Victoire      | 23-2-1 (1)  | Joey Gorczynski       | Décision unanime                                  | G-Force Fights: Bad blood 3               | 4 février 2010    | 3     | 5:00  | Miami, Floride, États-Unis            | |
| Victoire      | 22-2-1 (1)  | Kalib Starnes         | Soumission (rear naked choke)                     | CFC 11                                    | 20 novembre 2009  | 1     | 1:55  | Sydney, Australie                     | Défend le titre poids moyens du CFC.                                                                   |
| Victoire      | 21-2-1 (1)  | Jared Hess            | TKO (arrêt du médecin)                            | Bellator 12                               | 19 juin 2009      | 4     | 1:41  | Hollywood, Floride, États-Unis        | Finale du tournoi poids moyens de la saison 1 du Bellator. Remporte le titre poids moyens du Bellator. |
| Victoire      | 20-2-1 (1)  | Damien Stelly         | TKO (coups de poing)                              | Bellator 9                                | 29 mai 2009       | 1     | 2:56  | Monroe, Louisiane, États-Unis         | Demi-finale du tournoi poids moyens de la saison 1 du Bellator.                                        |
| Victoire      | 19-2-1 (1)  | Virgil Lozano         | KO (coup de poing)                                | Bellator 3                                | 17 avril 2009     | 1     | 1:10  | Norman, Oklahoma, États-Unis          | Quart de finale du tournoi poids moyens de la saison 1 du Bellator.                                    |
| Victoire      | 18-2-1 (1)  | Ron Verdadero         | TKO (suplex et coups de poing)                    | CFC 7: Battle at the Big Top              | 20 février 2009   | 1     | 0:20  | Sydney, Australie                     | Défend le titre poids moyens du CFC.                                                                   |
| Victoire      | 17-2-1 (1)  | Brian Ebersole        | Soumission (coups de poing)                       | CFC 5                                     | 12 septembre 2008 | 4     | 1:56  | Sydney, Australie                     | Défend le titre poids moyens du CFC.                                                                   |
| Victoire      | 16-2-1 (1)  | Fabiano Capoani       | KO (coups de coude)                               | CFC 4                                     | 23 mai 2008       | 2     | 0:23  | Sydney, Australie                     | Défend le titre poids moyens du CFC.                                                                   |
| Victoire      | 15-2-1 (1)  | Tristan Yunker        | TKO (arrêt du coin)                               | CFC 3                                     | 15 février 2008   | 1     | 3:10  | Sydney, Australie                     | Défend le titre poids moyens du CFC.                                                                   |
| Victoire      | 14-2-1 (1)  | Damir Mihajlovic      | Décision unanime                                  | Serbia vs. Australia                      | 21 décembre 2007  | 3     | 5:00  | Belgrade, Serbie                      | |
| Victoire      | 13-2-1 (1)  | Jean-François Lenogue | Décision unanime                                  | CFC 2                                     | 23 novembre 2007  | 3     | 5:00  | Sydney, Australie                     | Remporte le premier titre poids moyens du CFC.                                                         |
| Victoire      | 12-2-1 (1)  | Tatsuya Kurisu        | TKO (arrêt du coin)                               | X-Agon 2                                  | 2 novembre 2007   | 1     | 0:48  | Sydney, Australie                     | |
| Égalité       | 11-2-1 (1)  | Kyle Noke             | Égalité                                           | CFC 1                                     | 28 juillet 2007   | 3     | 5:00  | Sydney, Australie                     | |
| Victoire      | 11-2 (1)    | Fabio Galeb           | KO (coups de poing)                               | Oceania Fighting Championships            | 19 mai 2007       | 1     | 3:20  | Sydney, Australie                     | |
| Victoire      | 10-2 (1)    | Yusaku Tsukumo        | Décision unanime                                  | Warriors Realm 9                          | 12 mai 2007       | 3     | 5:00  | Gold Coast, Australie                 | |
| Victoire      | 9-2 (1)     | James Te Huna         | Soumission (blessure à l'épaule)                  | Warriors Realm 8                          | 23 mars 2007      | 1     | 3:50  | Sydney, Australie                     | |
| Victoire      | 8-2 (1)     | Eiji Ishikawa         | TKO (coups de poing)                              | Deep: 28 Impact                           | 16 février 2007   | 1     | 0:50  | Tokyo, Japon                          | |
| Défaite       | 7-2 (1)     | Gegard Mousasi        | Décision unanime                                  | Pride Bushido 13                          | 5 novembre 2006   | 2     | 5:00  | Yokohama, Japon                       | Combat alternatif du PRIDE 2006 Welterweight Grand Prix.                                               |
| Victoire      | 7-1 (1)     | Jae Young Kim         | Soumission (clé de bras)                          | Spirit MC 9: Welterweight GP Opening      | 8 octobre 2006    | 1     | 1:36  | Séoul, Corée du Sud                   | |
| Victoire      | 6-1 (1)     | Michael Ravenscroft   | Décision unanime                                  | Dojo KO: Second Elimination               | 22 juillet 2006   | 3     | 5:00  | Melbourne, Australie                  | |
| Défaite       | 5-1 (1)     | Akihiro Gono          | Décision unanime                                  | Pride Bushido 11                          | 4 avril 2006      | 2     | 5:00  | Saitama, Japon                        | Premier tour du PRIDE 2006 Welterweight Grand Prix.                                                    |
| Victoire      | 5-0 (1)     | Mathew Toa            | Soumission (clé de bras)                          | UP: Total Termination                     | 1er avril 2006    | 1     | 0:36  | Gold Coast, Australie                 | |
| Victoire      | 4-0 (1)     | Daiju Takase          | KO (coup de poing)                                | X-plosion 13                              | 18 mars 2006      | 1     | 4:40  | Gold Coast, Australie                 | |
| Victoire      | 3-0 (1)     | David Frendin         | KO (coups de poing)                               | XFC 10                                    | 3 mars 2006       | 1     | 0:52  | Gold Coast, Australie                 | Remporte le premier titre poids mi-moyens du XFC.                                                      |
| Victoire      | 2-0 (1)     | Adam Bourke           | Soumission (clé de cheville)                      | XFC 9: Lightweight Grand Prix             | 26 novembre 2005  | 1     | 1:44  | Gold Coast, Australie                 | |
| Sans décision | 1-0 (1)     | Chris Brown           | Sans décision (coup de tête accidentel)           | Warriors Realm 3                          | 12 mars 2005      | 1     | NC    | Brisbane, Australie                   | Brown est mis KO par un coup de tête accidentel.                                                       |
| Victoire      | 1-0         | Michael Grunindike    | Décision unanime                                  | Spartan Reality Fight 11                  | 26 septembre 2004 | 2     | 5:00  | Gold Coast, Australie                 | |